# Pollex parabala
Pollex parabala là một loài bướm đêm thuộc họ Erebidae. Nó được tìm thấy ở Balabac ở Philippines.
Sải cánh dài 10–11 mm. Cánh trước hẹp và nâu đậm. Cánh dưới nâu xám đồng nhất.